# Geraea
Geraea é um género botânico pertencente à família Asteraceae.